# Чемпионат мира по волейболу среди женщин 2018 — квалификация (Африка)
Квалификация (отборочный турнир) 18-го чемпионата мира по волейболу среди женщин среди стран-членов Африканской конфедерации волейбола (САVВ) проходила с 29 апреля по 14 октября 2017 года. Заявки на участие поступили от 29 стран. После ряда отказов число участников сократилось до 16 команд. Были разыграны 2 путёвки на чемпионат мира, которые получили сборные Камеруна и Кении.

## Команды-участницы
| - Алжир - Ботсвана - Гана - Египет - Кабо-Верде - Камерун | - Кения - ДР Конго - Кот-д’Ивуар - Мозамбик - Нигерия | - Руанда - Свазиленд - Сенегал - Тунис - Уганда |

От участия отказались первоначально заявленные  Бурунди,  Габон,  Гамбия,  Зимбабве,  Лесото,  Маврикий,  Мадагаскар,  Малави,  Намибия,  Нигер,  Сейшельские Острова,  Судан,  Танзания.

## Формула соревнований
Африканская квалификация предусматривает два этапа отбора. На 1-й стадии отбор осуществляется в рамках 7 зон, на которые разделена Африканская конфедерация волейбола — североафриканская (№ 1), атлантическая (2), западноафриканская (3), центральноафриканская (4), восточноафриканская (5), южноафриканская (6), зона Индийского океана (7).
На 1-м (зональном) этапе квалификации образованы группы — по одной в каждой из зон. Во 2-й (финальный) этап выходят победители 1-й и 7-й зон и по две команды из 2—6 зон.
В финальном раунде должны будут участвовать 14 сборных команд — две по мировому рейтингу (на время окончания 1-го этапа квалификации) и 12 отобравшихся по итогам зональных турниров. Если одна или две команды, квалифицировавшиеся в финал по итогам 1-го этапа, уже проходят по рейтингу во 2-ю стадию, то вакантные места в финальном турнире будут распределены между сборными, занявшими в соответствующих зонах последующие места. 
25 мая 2017 года на заседании Административного Совета САVВ система квалификации во 2-м (финальном) раунде была изменена и совмещена с чемпионатом Африки, который пройдёт с 7 по 14 октября в Яунде (Камерун) и по итогам которого две лучшие команды получат путёвки на чемпионат мира.

## 1-й (зональный) этап

### Группа А (зона 1)
9-10.09.2017. Беджая (Алжир)
| М | Команда | 1   | 2   | И | В | П | С/П | О |
| - | ------- | --- | --- | - | - | - | --- | - |
| 1 | Тунис   |     | 3:1 | 2 | 2 | 0 | 6:2 | 6 |
| 2 | Алжир   | 1:3 |     | 2 | 0 | 2 | 2:6 | 0 |

9 сентября
Тунис — Алжир 3:1 (25:22, 20:25, 26:24, 25:21).
10 сентября
Тунис — Алжир 3:1 (19:25, 25:23, 27:25, 25:23).

### Группа В (зона 2)
29.04.2017. Прая (Кабо-Верде) 
| М | Команда    | 1   | 2   | И | В | П | С/П | О |
| - | ---------- | --- | --- | - | - | - | --- | - |
| 1 | Сенегал    |     | 3:0 | 1 | 1 | 0 | 3:0 | 3 |
| 2 | Кабо-Верде | 0:3 |     | 1 | 0 | 1 | 0:3 | 0 |

 Гамбия — отказ.
29 апреля
Сенегал — Кабо-Верде 3:0 (25:13, 25:20, 25:16).

### Группа С (зона 3)
18-20.08.2017. Абиджан (Кот-д’Ивуар) 
| М | Команда     | 1   | 2   | 3   | И | В | П | С/П | О |
| - | ----------- | --- | --- | --- | - | - | - | --- | - |
| 1 | Нигерия     |     | 3:0 | 3:0 | 2 | 2 | 0 | 6:0 | 6 |
| 2 | Гана        | 0:3 |     | 3:1 | 2 | 1 | 1 | 3:4 | 3 |
| 3 | Кот-д’Ивуар | 0:3 | 1:3 |     | 2 | 0 | 2 | 1:6 | 0 |

 Нигер — отказ.
18 августа
Гана — Кот-д’Ивуар 3:1 (25:17, 25:16, 16:25, 25:18).
19 августа
Нигерия — Гана 3:0 (25:16, 25:17, 25:7).
20 августа
Нигерия — Кот-д’Ивуар 3:0 (26:24, 25:12, 25:20).

### Группа D (зона 4)
Первоначально заявки на участие в квалификации от 4-й зоны поступили от трёх стран — Камеруна, Демократической Республики Конго и Габона. После освобождения от 1-го этапа квалификации сборной Камеруна (хозяйка 2-го этапа отборочного турнира) и отказа от участия сборной Габона единственная оставшаяся участница сборная ДР Конго без игр получила путёвку во 2-й этап квалификации.

### Группа Е (зона 5)
28-30.07.2017. Найроби (Кения)
| М | Команда | 1   | 2   | 3   | 4   | И | В | П | С/П | О |
| - | ------- | --- | --- | --- | --- | - | - | - | --- | - |
| 1 | Кения   |     | 3:0 | 3:0 | 3:0 | 3 | 3 | 0 | 9:0 | 9 |
| 2 | Египет  | 0:3 |     | 3:0 | 3:1 | 3 | 2 | 1 | 6:4 | 6 |
| 3 | Уганда  | 0:3 | 0:3 |     | 3:2 | 3 | 1 | 2 | 3:8 | 2 |
| 4 | Руанда  | 0:3 | 1:3 | 2:3 |     | 3 | 0 | 3 | 3:9 | 1 |

 Бурунди,  Судан,  Танзания — отказ.
28 июля
Египет — Руанда 3:1 (25:18, 21:25, 25:23, 25:20).
Кения — Уганда 3:0 (25:12, 25:15, 25:12).
29 июля
Египет — Уганда 3:0 (25:14, 25:12, 25:12).
Кения — Руанда 3:0 (25:22, 25:16, 25:16).
30 июля
Уганда — Руанда 3:2 (23:25, 19:25, 25:16, 25:23, 15:9).
Кения — Египет 3:0 (25:18, 25:17, 25:17).

### Группа F (зона 6)
30.06-2.07.2017. Мапуту (Мозамбик).  
| М | Команда   | 1   | 2   | 3   | И | В | П | С/П | О |
| - | --------- | --- | --- | --- | - | - | - | --- | - |
| 1 | Ботсвана  |     | 3:0 | 3:0 | 2 | 2 | 0 | 6:0 | 6 |
| 2 | Мозамбик  | 0:3 |     | 3:2 | 2 | 1 | 1 | 3:5 | 2 |
| 3 | Свазиленд | 0:3 | 2:3 |     | 2 | 0 | 2 | 2:6 | 1 |

 Зимбабве,  Лесото,  Малави,  Намибия — отказ.
30 июня
Мозамбик — Свазиленд 3:2 (25:22, 17:25, 25:27, 25:18, 15:9).
1 июля
Ботсвана — Мозамбик 3:0 (25:13, 25:14, 25:15).
2 июля
Ботсвана — Свазиленд 3:0 (25:16, 25:18, 25:19).

### Группа G (зона 7)
Квалификационный турнир в 7-й зоне отменён из-за отказа от участия всех трёх первоначально заявившихся команд — сборных Сейшельских Островов, Маврикия и Мадагаскара.

## Финальный этап (чемпионат Африки 2017)
Участники: Камерун (хозяин турнира), Тунис, Сенегал, Кабо-Верде, Нигерия, Гана, ДР Конго, Кения, Египет, Ботсвана, Мозамбик (все — по итогам квалификации), Алжир (по мировому рейтингу как лучшая африканская команда из числа не отобравшихся во 2-й этап квалификации по итогам 1-го).
Финальный раунд африканской квалификации прошёл в рамках чемпионата Африки с 7 по 14 октября 2017 года в Камеруне. По его итогам две лучшие команды — Камерун и Кения — получили путёвки на чемпионат мира 2018. 

### Итоговое положение команд
| 1. Камерун  |
| 2. Кения    |
| 3. Египет   |
| 4. Сенегал  |
| 5. Тунис    |
| 6. Алжир    |
| 7. Нигерия  |
| 8. Ботсвана |
| 9. ДР Конго |

Кабо-Верде, Гана и Мозамбик отказались от участия.